# Ambasada Stanów Zjednoczonych w Bagdadzie
Ambasada Stanów Zjednoczonych w Bagdadzie – misja dyplomatyczna Stanów Zjednoczonych w Iraku, położona na terenie tzw. Zielonej strefy, w centrum Bagdadu. Oficjalne otwarcie placówki miało miejsce 5 stycznia 2009. Jest to największa placówka dyplomatyczna Stanów Zjednoczonych na świecie, jej powierzchnia, obejmująca kompleks budynków, odpowiada wielkością powierzchni Watykanu. Koszt wybudowania placówki to 700 milionów dolarów. W otwarciu ambasady udział wzięli m.in. ówczesny ambasador Stanów Zjednoczonych Ryan Crocker, sekretarz stanu John Negroponte oraz iracki prezydent Dżalal Talabani. 9 miesięcy po otwarciu konieczne stały się prace remontowe, których wartość oszacowano na 130 mln dolarów.
Nowa placówka zastąpiła ambasadę otworzoną 1 lipca 2004 roku, w dawnym Pałacu Republikańskim Saddama Husajna.

## Stara ambasada
Stany Zjednoczone zmieniły status poselstwa w Bagdadzie na ambasadę Stanów Zjednoczonych w Bagdadzie w 1946 roku. Budynek ówczesnej ambasady został zaprojektowany przez Josepa Lluisa Serta, budowę ukończono w 1957. Budynek pełnił funkcję ambasady do 1967 roku (do czasu wojny sześciodniowej). Przedstawicielstwo dyplomatyczne Stanów Zjednoczonych zostało przeniesione do ambasady belgijskiej w 1972 roku. Stopień dyplomatyczny przedstawicielstwa USA w Iraku został ponownie podniesiony do rangi ambasady w 1984, po wznowieniu stosunków iracko-amerykańskich. Ambasada została zamknięta przed wybuchem I wojny w Zatoce Perskiej.

## Nowa ambasada
Kompleks budynków wchodzących w skład ambasady obejmuje 21 budynków, zajmujących łącznie powierzchnię 104 akrów (42 hektary), co czyni ją największą placówką dyplomatyczną Stanów Zjednoczonych na świecie. Wykonanie ambasady powierzono kuwejckiemu wykonawcy, firmie First Kuwaiti Trading & Contracting.
W skład kompleksu wchodzą:
- 6 bloków mieszkalnych dla pracowników
- system dostarczania wody, zapewniający 100% niezależność od systemu miejskiego
- elektrownia
- dwa główne budynki służby dyplomatycznej
- przestrzeń sportowo-rekreacyjna, między innymi sala gimnastyczna, kino, basen